# بانگتسا (گمینا اوشچیه گورلیتسکیه)
بانگتسا (به لهستانی:  Banica) یک روستا در لهستان است که در گمینا اوشچیه گورلیتسکیه واقع شده‌است. بانگتسا ۲۶۰ نفر جمعیت دارد.